# Dynamit-Harry
Dynamit-Harry er en fiktiv person i filmene om Olsen-banden. Harry blev spillet af Preben Kaas. Han optræder i Olsen-banden på spanden og i Olsen-banden går amok. Desuden bliver han nævnt af Benny i Olsen-banden i Jylland og Olsen-bandens sidste stik.
Dynamit-Harry er Bennys bror. Han er sprængstofekspert og alkoholiker, som nogle gange hjælper Olsen-banden.
I den norske udgave af Olsen-banden er Dynamit-Harry med i seks film. Han blev spillet af Harald Heide Steen Jr.
Dynamit-Harry er også navnet på en figur i filmene om Jönssonligan, spillet af Björn Gustafson. Han introduceres i den anden film, Jönssonligan & Dynamit-Harry, og bliver fast medlem af banden fra den tredje film, Jönssonligan får guldfeber, da skuespilleren, der spillede Rocky (modsvarer danske Kjeld), Nils Brandt, ikke længere medvirkede i serien. I rebooten Jönssonligan - Den perfekta stöten er rollen spillet af Torkel Petersson. I den anden reboot Se upp för Jönssonligan er rollen spillet af David Sundin, mens han i Jönssonligan kommer tillbaka bliver spillet af Anders Jansson.

## Optræden i filmene
- Danmark
  - Originale serie
    - Olsen-banden på spanden (1969)
    - Olsen-banden går amok (1973)

  - Børneserien
    - Olsen-bandens første kup (tv-julekalender, 1999)
    - Olsen-banden på dybt vand (animationsfilm, 2013)

- Norge
  - Originale serie
    - Olsenbanden og Dynamitt-Harry (1970)
    - Olsenbanden og Dynamitt-Harry går amok (1973)
    - Olsenbanden og Dynamitt-Harry på sporet (1977)
    - Olsenbanden og Data-Harry sprenger verdensbanken (1978)
    - Olsenbanden og Dynamitt-Harry mot nye høyder (1979)
    - Olsenbandens siste stikk (1999)

  - Børneserien
    - Olsenbandens første kupp (tv-julekalender, 2001)
    - Olsenbanden Jr. går under vann (2002)
    - Olsenbanden Jr. på Rocker'n (2004)
    - Olsenbanden Jr. på Cirkus (2006)
    - Olsenbanden Jr. sølvgruvens hemmelighet (2006)
    - Olsenbanden Jr. det sorte gullet (2009)
    - Olsenbanden Jr. mestertyven skatt (2010)

- Sverige
  - Originale serie
    - Jönssonligan och Dynamit-Harry (1982)
    - Jönssonligan får guldfeber (1984)
    - Jönssonligan dyker upp igen (1986)
    - Jönssonligan på Mallorca (1989)
    - Jönssonligan och den svarta diamantan (1992)
    - Jönssonligans största kupp (1995)
    - Jönssonligan spelar högt (2000)

  - Børneserien
    - Lilla Jönssonligan och cornflakes-kuppen (1996)
    - Lilla Jönssonligan på styva linan (1997)
    - Lilla Jönssonligan på Kollo (2003)
    - Lilla Jönssonligan och stjärn-kuppen (2006)

  - Nyindspilning
    - Jönssonligan - Den perfekta stöten (2015)

  - Anden nyindspilning
    - Se upp för Jönssonligan (2020)

  - Tredje nyindspilning
    - Jönssonligan kommer tillbaka (2024)